# Laranjeiras do Sul
Laranjeiras do Sul este un oraș în Paraná (PR), Brazilia.